# Zacapú
Zacapú är en stad i Mexiko.   Den ligger i kommunen Zacapu och delstaten Michoacán de Ocampo, i den centrala delen av landet, 280 km väster om huvudstaden Mexico City. Zacapú ligger 1 993 meter över havet och antalet invånare är 50 112.
Terrängen runt Zacapú är varierad. Runt Zacapú är det ganska tätbefolkat, med 111 invånare per kvadratkilometer. Zacapú är det största samhället i trakten. I omgivningarna runt Zacapú växer huvudsakligen savannskog.